# دلتا الاتساق
دلتا الاتساق (Delta consistency) أحد ماذج الاتساق المستخدمة في مجال البرمجة المتوازية. على سبيل المثال في ذاكرة التوزيع المشتركة، العمليات الموزعة، والتكرار التفائلي.
تشير دلتا الاتساق أن تحديث سينشر من خلال النظام وجميع النسخ ستكون متسقة بعد مدة ثابتة δ. بعبارة أخرى، أن نتيجة أي عملية قراءة تنسجم مع قراءة النسخة الأصلية لكائن باستثناء فاصل زمني (قصير) يحدد بعد التعديل. أي إذا كان لديك كائن تم تعديله، خلال الفترة الزمنية القصيرة بعد تعديله، لن تكون قراءته متسقة، وبعدها بفترة زمنية محددة لن يتم نشر التعديل وستكون القراءة متسقة.

## المصدر
- أنظمة الاتصال: حالة الفن : IFIP كونغرس عالم الحاسوبالـ17، إد شابين ليمان. 2002